# Cosmetics Europe
Cosmetics Europe är en branschorganisation för den europeiska kosmetikabranschen. Den grundades 1962, och räknar bland sina medlemmar både stora producenter  som Beiersdorf och Unilever, och nationella branschorganisationer som svenska Kemisk-Tekniska Leverantörförbundet (TKF).